# Едмунд Твуж
Едмунд Францишек Твуж (пол. Edmund Franciszek Twórz; 12 лютого 1914, Шмігель, Німецька імперія — 29 вересня 1987, Гданськ, Польща) — польський футболіст, виступав на позиції захисника. Учасник чемпіонату світу 1938 року.

## Клубна кар'єра
Футбольну кар'єру розпочав у 1929 році в клубі «Унія» (Косцян). У 1936 році перейшов до познанської «Варти», кольори якої захищав до 1949 року. Під час Другої світової війни не виступав. З 1949 року виступав у клубах з Сопота — «Огніво» та «Спарта». У 1956 році завершив кар'єру футболіста.

## Кар'єра у збірній
12 вересня 1937 дебютував у грі проти збірної Болгарії. Був у заявці на Чемпіонат світу з футболу 1938 року, проте тренер Юзеф Калужа не взяв гравця до Франції і відправився з 15 іншими футболістами. Всього за збірну провів 6 матчів.

### Матчі за збірну
| Номер | Дата            | Місце проведення           | Місце проведення | Господарі | Рахунок | Гості     | Матч             | Посилання |
| Номер | Дата            | Стадіон                    | Місто            | Господарі | Рахунок | Гості     | Матч             | Посилання |
| ----- | --------------- | -------------------------- | ---------------- | --------- | ------- | --------- | ---------------- | --------- |
| 1.    | 12 вересня 1937 | Юнак                       | Софія            | Болгарія  | 3:3     | Польща    | Товариський матч | [ 2 ]     |
| 2.    | 10 жовтня 1937  | Погонь                     | Катовиці         | Польща    | 2:1     | Латвія    | Товариський матч | [ 3 ]     |
| 3.    | 25 вересня 1938 | АСК                        | Рига             | Латвія    | 2:1     | Польща    | Товариський матч | [ 4 ]     |
| 4.    | 22 січня 1939   | Парк де Пренс              | Париж            | Франція   | 4:0     | Польща    | Товариський матч | [ 5 ]     |
| 5.    | 27 травня 1939  | ЛКС                        | Лодзь            | Польща    | 3:3     | Бельгія   | Товариський матч | [ 6 ]     |
| 6.    | 4 червня 1939   | Стадіон Війська Польського | Варшава          | Польща    | 1:1     | Швейцарія | Товариський матч | [ 7 ]     |

## Освіта
Випускник Варшавського інституту природничих наук (1952).